# Francisco Lorenz de Rada
 Francisco Lorenz de Rada y Arenaza (getauft am 17. Oktober 1660 in Laredo – 23. April 1713 im Vizekönigreich Neuspanien) war ein spanischer Adliger und Militär sowie ein Fechtmeister und Autor der spanischen Fechtschule La Verdadera Destreza.

## Biografie
Lorenz de Rada wurde in eine adlige Familie hineingeboren. Am 17. Oktober 1660 wurde er getauft.
Im Jahr 1682 begann er seine militärische Laufbahn in der Marine, zunächst als Soldat und später als Hauptmann der Infanterie, bis er den Rang eines Feldmeisters erreichte. Im Jahr 1694 trat er als Ritter in den Santiagoorden ein und reiste im folgenden Jahr nach Amerika, wo er als Gouverneur von Veracruz, Kanzler der Real Audiencia und ständiger Registrator der Königreiche von Neuspanien diente. Im Jahr 1702 nahm er an der Schlacht von Rande teil, bei der er ein Buch mit zahlreichen Abbildungen, das er geschrieben hatte, verlor. 
König Philipp V. verlieh ihm per königlichem Dekret vom 22. April 1704 den Adelstitel Marquis von Las Torres de Rada und, als Huldigung an seine Frau, die vorherige Viscountie von Santa Gertrudis. Während seines Aufenthalts in Spanien veröffentlichte er Nobleza de la espada (1705).

## Werke
- Carta sobre la destreza de las armas (1684)[1]
- Crisol de la verdadera destreza, y Filosofía Matemática de las Armas (1695)[1]
- Respuesta philosophica y mathematica, en la qual se satisface à los argumentos, y proposiciones que à los professores de la verdadera destreza, y philosophia de las armas se han propuesto por un papel, expedido sin nombre de autor (1695)[2]
- Promptuario de cómo se entienden, y aplican, las especies de movimientos en los diez Predicamientos de la Logica de la ciencia de la Espada (1702)[1]
- Nobleza de la espada (1705)[3]
- Arte y manejo de la Espada. Sobre la formación del atajo (1708)[1]
- Defensa de la verdadera destreza de las armas y respuesta [...] a la Carta Apologética que le escribió Diego Rodríguez de Guzmán (1712)[1]